# Garry Winogrand
Garry Winogrand (New York, 1928. január 14. – Tijuana, Mexikó, 1984. március 19.) amerikai fényképész. Hírnevét szülőhazája 1960-as évek elején készített ábrázolásával szerezte.
Főként New Yorkban és Los Angelesben dolgozott. Barátjával, Lee Friedlanderrel együtt a „street photography”, azaz az „utcai fényképészet” úttörőjének számított. 56 éves korában hunyt el rákban.

## Élete és munkássága
Tanulmányait New Yorkban végezte. 1948-ban a Columbia Egyetemen festészetet és fényképészetet tanult, s 1951-ben a The New School for Social Research Alexey Brodvich által vezetett fotóriporter-kurzusát is látogatta.
Nagy hatással volt rá Walker Evans és Robert Frank művészete. Csodálta azonban Henri Cartier-Bressont is, akinek stílusa ugyan különbözött Winograndétől, de a megérzések és a megfelelő időzítés kulcsfontosságúak az utcai fényképészet során, és ebben Cartier-Bresson kétségtelenül maradandót alkotott.
Életműve során a 60-as és 70-es évek amerikai társadalmának kérdéseit járta körül. Robert Frankhez hasonlóan érdekelte a tömegkommunikáció eszközeinek a társadalomra és az egyén viselkedésére gyakorolt hatása.
Az utcákat egy Leica M4 típusú fényképezőgéppel járta, nagylátószögű objektívvel felszerelve, amelynek fókusztávolságát előre beállította. Ez tette lehetővé, hogy legendás gyorsasággal és megfelelő időzítéssel fényképezhessen. Fényképezőgépét gyakran megdöntötte exponáláskor, ami a horizont ferdeségével szokatlan képeket eredményezett.
Első jelentősebb megjelenésére 1963-ban, a New York-i Modern Művészetek Múzeuma egy kiállításán került sor. 1966-ban Lee Friedlander, Duane Michals, Bruce Davidson, és Danny Lyon mellett ő maga is kiállította képeit a New York állambeli Rochesterben, a George Eastman House-ban, „Toward a Social Landscape” címmel. 1967-ben részt vett a Modern Művészetek Múzeuma „New Documents” címmel rendezett műsorán Diane Arbus-szel és Lee Friedlanderrel.
Karrierje során három Guggenheim Fellowship-díjat kapott (1964-ben, 1969-ben, és 1979-ben), és 1979-ben elnyerte a Nemzeti Művészeti Alapítvány díját is.
Fényképészeti kurzusokat tartott az austini egyetemen, Texas-ban, és a Chicagoi Művészeti Intézetnél.

## Könyvei
- The Animals (1969)
- Women are Beautiful (1975)
- Public Relations (1977)
- Stock Photographs: The Fort Worth Fat Stock Show and Rodeo (1980)
- The Man in the Crowd: The Uneasy Streets of Garry Winogrand (1998)
- The Game of Photography (2001)
- Winogrand 1964 (2002)